# Dasmosmilia variegata
Espèce
Statut CITES
Dasmosmilia variegata est une espèce de coraux appartenant à la famille des Caryophylliidae.